# La Crosse Tribune
Le La Crosse Tribune est un quotidien régional américain fondé en 1904 et basé à La Crosse, dans le Wisconsin. Il est diffusé dans les États du Wisconsin, de l'Iowa et du Minnesota.